# Bernd Strasser
Bernd Strasser (* 22. Januar 1936 in Lüdinghausen) ist ein ehemaliger deutscher Wasserballspieler und Olympiateilnehmer. Der 1,95 m große und 85 kg schwere Athlet startete für den SC Rote Erde Hamm, dessen Ehrenvorsitzender er heute ist. 
Mit dem SC Rote Erde Hamm gewann Strasser 1954, 1955, 1956, 1959 und 1960 die Deutsche Meisterschaft.
Darüber hinaus war er Mitglied der Nationalmannschaft, die bei den Olympischen Spielen 1960 in Rom unter 16 teilnehmenden Mannschaften auf Platz 6 kam (Team: Emil Bildstein, Jürgen Fuchs, Hans Hoffmeister, Jürgen Honig, Lajos Nagy, Friedhelm Osselmann, Ludwig Ott, Hans Schepers, Achim Schneider, Dieter Seiz und Bernd Strasser).
Bernd Strasser erhielt am 2. Mai 1960 das Silberne Lorbeerblatt.